# مساحة ضيقة (اختلال ضال)
«مساحة ضيقة» (بالإنجليزية: Crawl Space)‏ هي الحلقة الحادية عشر للموسم الرابع من مسلسل إيه إم سي التلفزيوني الدرامي اختلال ضال. كتبها جورج ماستراس وسام كاتلين وأخرجها سكوت وينانت، تم بثها على إيه إم سي في 25 سبتمبر 2011.

## وصلات خارجية
- «مساحة ضيقة» على إيه إم سي (بالإنجليزية)
- «مساحة ضيقة» على قاعدة بيانات الأفلام على الإنترنت (بالإنجليزية)